# Nilo Peçanha (Bahía)
Nilo Peçanha es un municipio brasileño del estado* de Bahía. Su población estimada en 2011 era de 12.631 habitantes.
Se encuentra en la región del Baixo-Sul bahiano, en un área conocida como "Costa del dendê" y hace límite con el municipio de Taperoá. 
El municipio es cortado por la vía conocida por "Línea Verde" y la economía está basada en la agricultura: cacao, guaraná, cravo, dendê, pimenta-do-reino, mandioca, y otras culturas menos importantes.
Su principal distrito es el de São Benedito, distante de la sede 49 km.